# Citroën Xsara
Citroën Xsara — це невеликий сімейний автомобіль французького автовиробника Citroën, що вироблявся з 1997 по 2006 рік.
Він випускався як трьох і п'ятидверний хетчбек і п'ятидверний універсал, з 1,4; 1,6; 1,8 і 2,0-літровими бензиновими двигунами, а також 1,6; 1,9 і 2,0-літровими турбодизелями.
Всього виготовлено 3 343 000 автомобілів.

## Mark 1

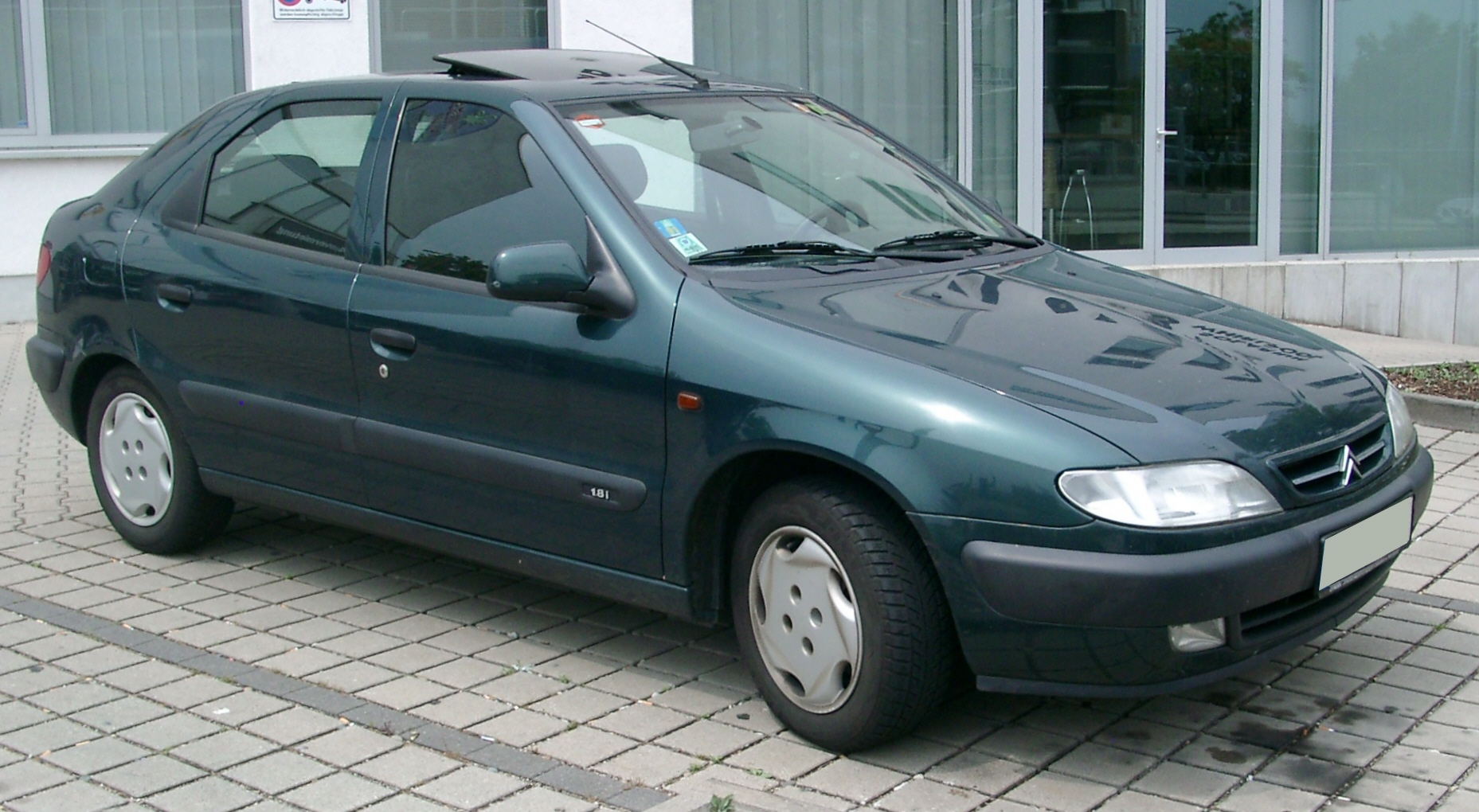
Citroën Xsara (1997-2000)

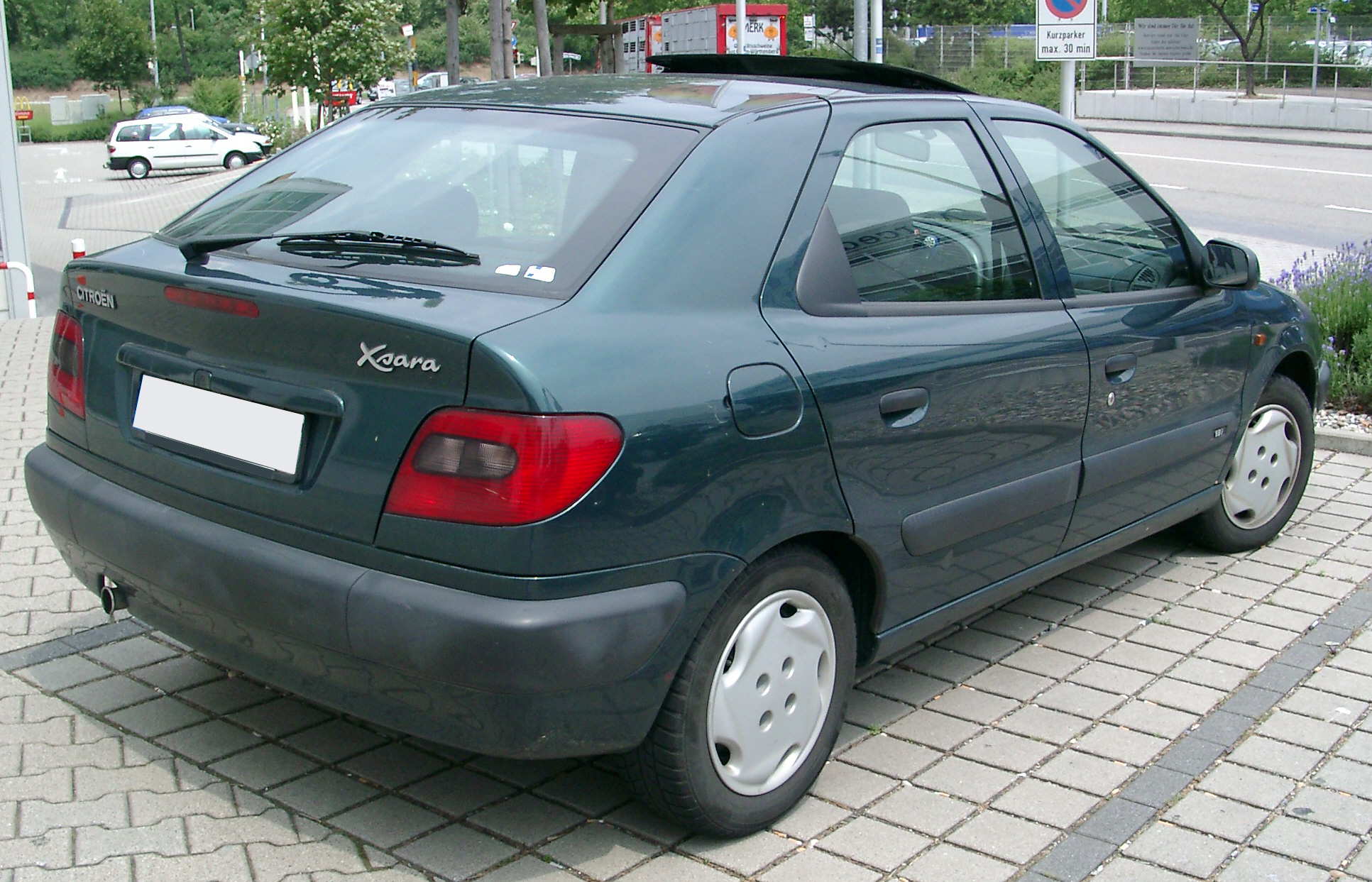
Citroën Xsara (1997-2000)

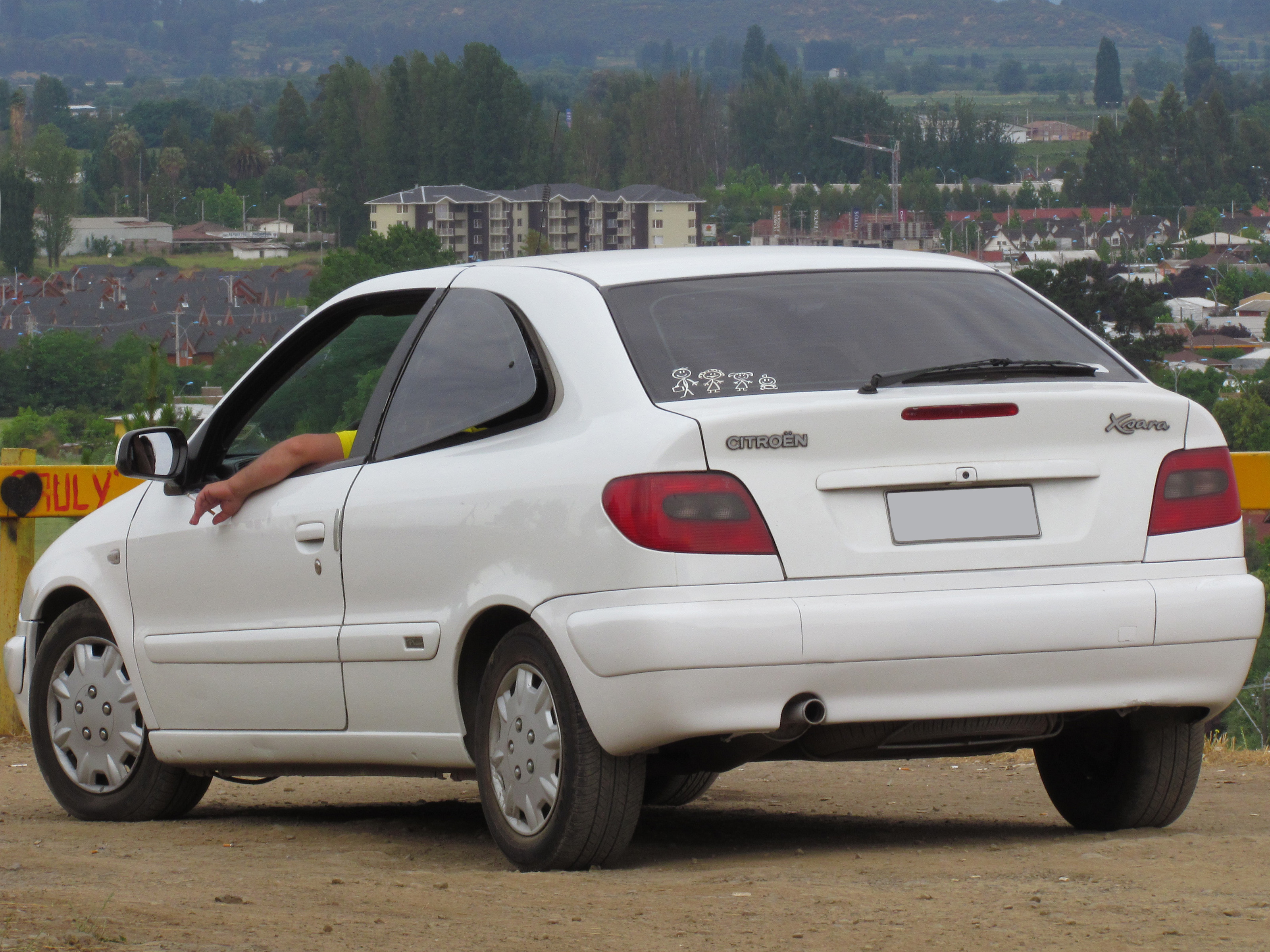
Citroën Xsara (1997-2000)

Перша модифікація Xsara була запущена в 1997 році і була доступна з різними варіантами двигунів. Підвіска - незалежна «по колу», зі стійками McPherson спереду і торсіонами ззаду (з підрулюючим ефектом).

### Двигуни
- 1.4L (1361 см³ 8 клапанний SOHC) 55 кВт (75 к.с., 74 к.с.) ТУ3 JP 4-циліндровий бензиновий 111 Нм
- 1.6L (1587 куб.см) 66 кВт (90 к.с., 89 к.с.) TU5 JP 4-циліндровий бензиновий 136 Нм
- 1.8L (1761 куб.см) 66 кВт (90 к.с., 89 к.с.) XU7 JB 4-циліндровий бензиновий
- 1.8L (1761 куб.см) 76 кВт (103 к.с., 102 к.с.) XU7 JP 4-циліндровий бензиновий
- 1.8L (1761 куб.см, 16-клапанний DOHC) 82 кВт (110 к.с.) XU7 JP4 4-циліндровий бензиновий 155 Нм
- 2.0L (1998 куб.см) 92 кВт (125 к.с., 123 к.с.) XU10 J2C 4-циліндровий бензиновий
- 2.0L (1998 куб.см, 16-клапанний DOHC) 99 кВт (135 к.с., 133 к.с.) XU10 J4R 4-циліндровий бензиновий
- (1998 куб.см, 16-клапанний DOHC) 122 кВт (166 к.с., 164 к.с.) XU10 J4RS 4-циліндровий бензиновий (використовується в Xsara VTS)
- 1.9L (1905 куб.см) 50 кВт (68 к.с., 67 к.с.) XUD9 дизель
- 1.9L (1868 куб.см) 51 кВт (69 к.с., 68 к.с.) DW8 дизель
- 1.9L (1905 куб.см) 55 кВт (75 к.с., 74 к.с.) XUD9 B SD дизель
- 1.9L (1905 куб.см) 66 кВт (90 к.с., 89 к.с.) XUD9 TE турбодизель
- 2.0L (1997 куб.см) 66 кВт (90 к.с., 89 к.с.) DW10 TD турбодизель

## Mark 2 (Xsara II)

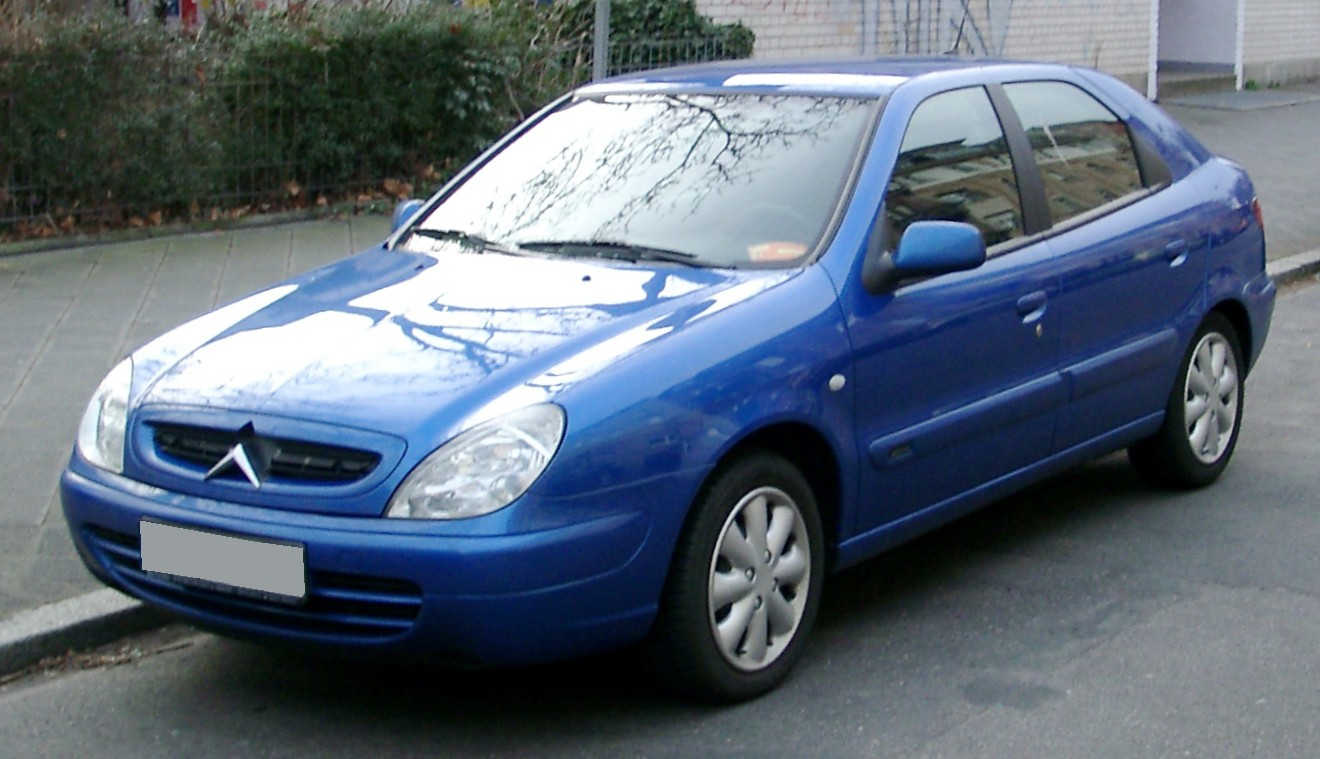
Citroën Xsara II 2000

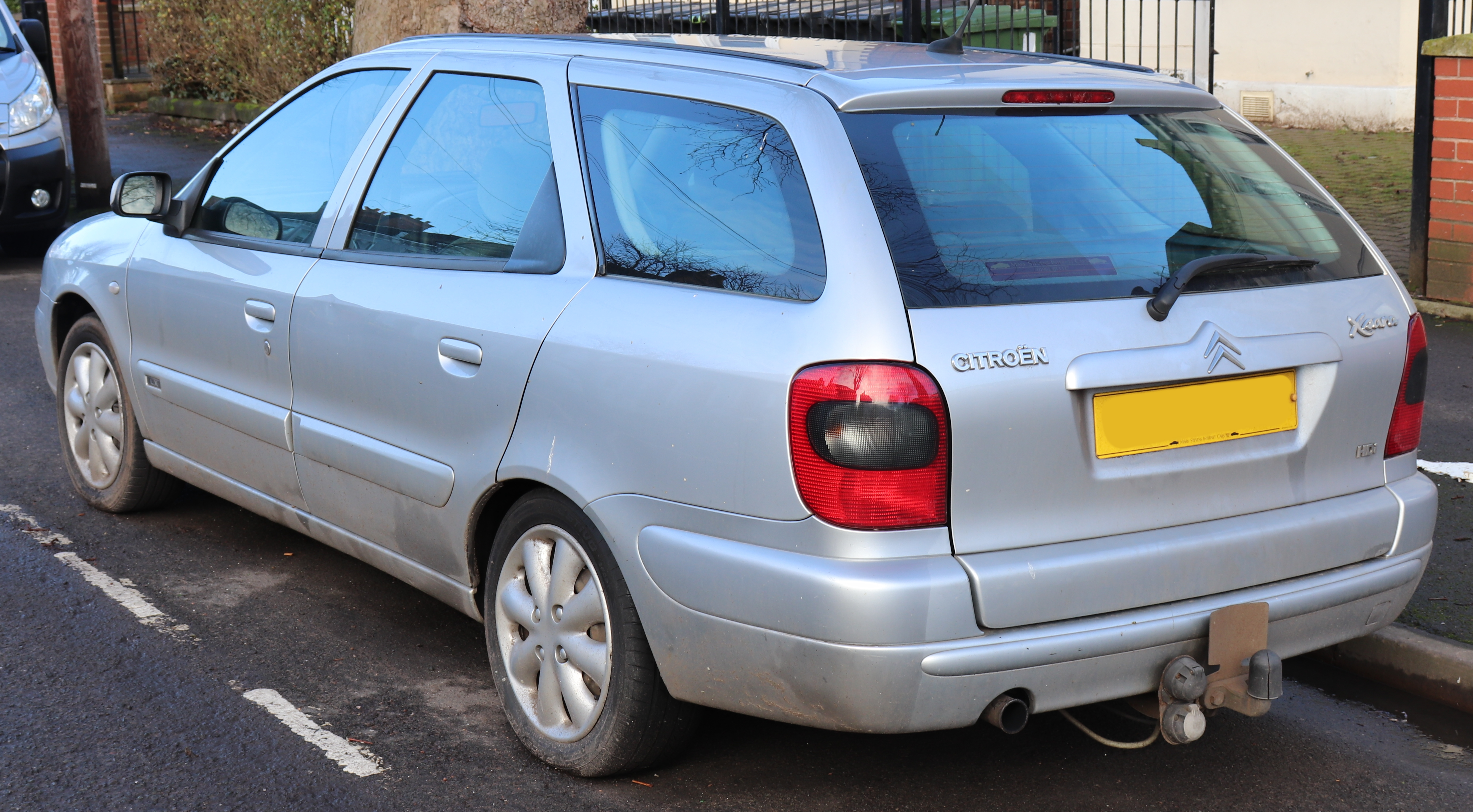
Citroen Xsara Break

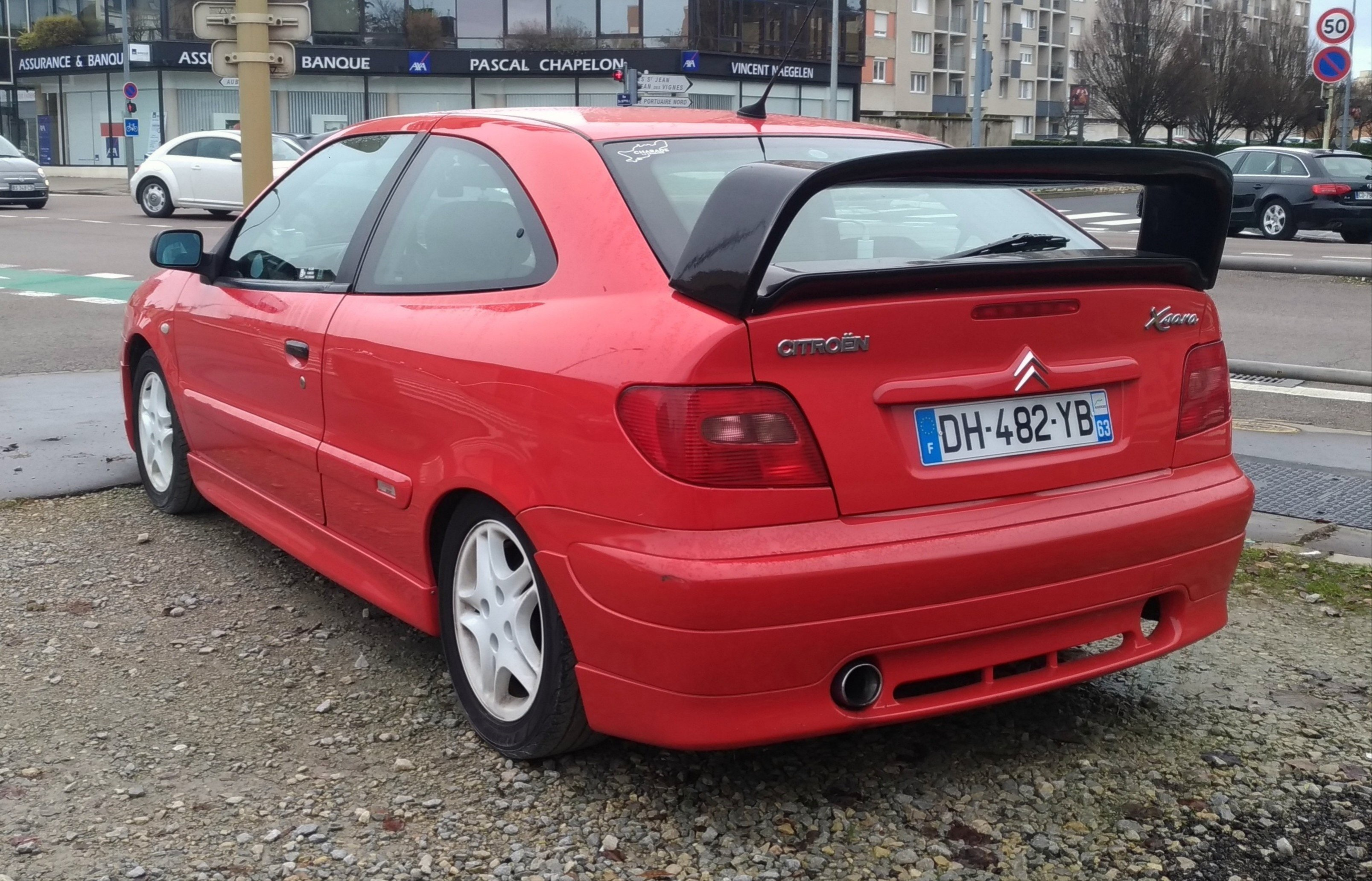
Citroën Xsara VTS Sport

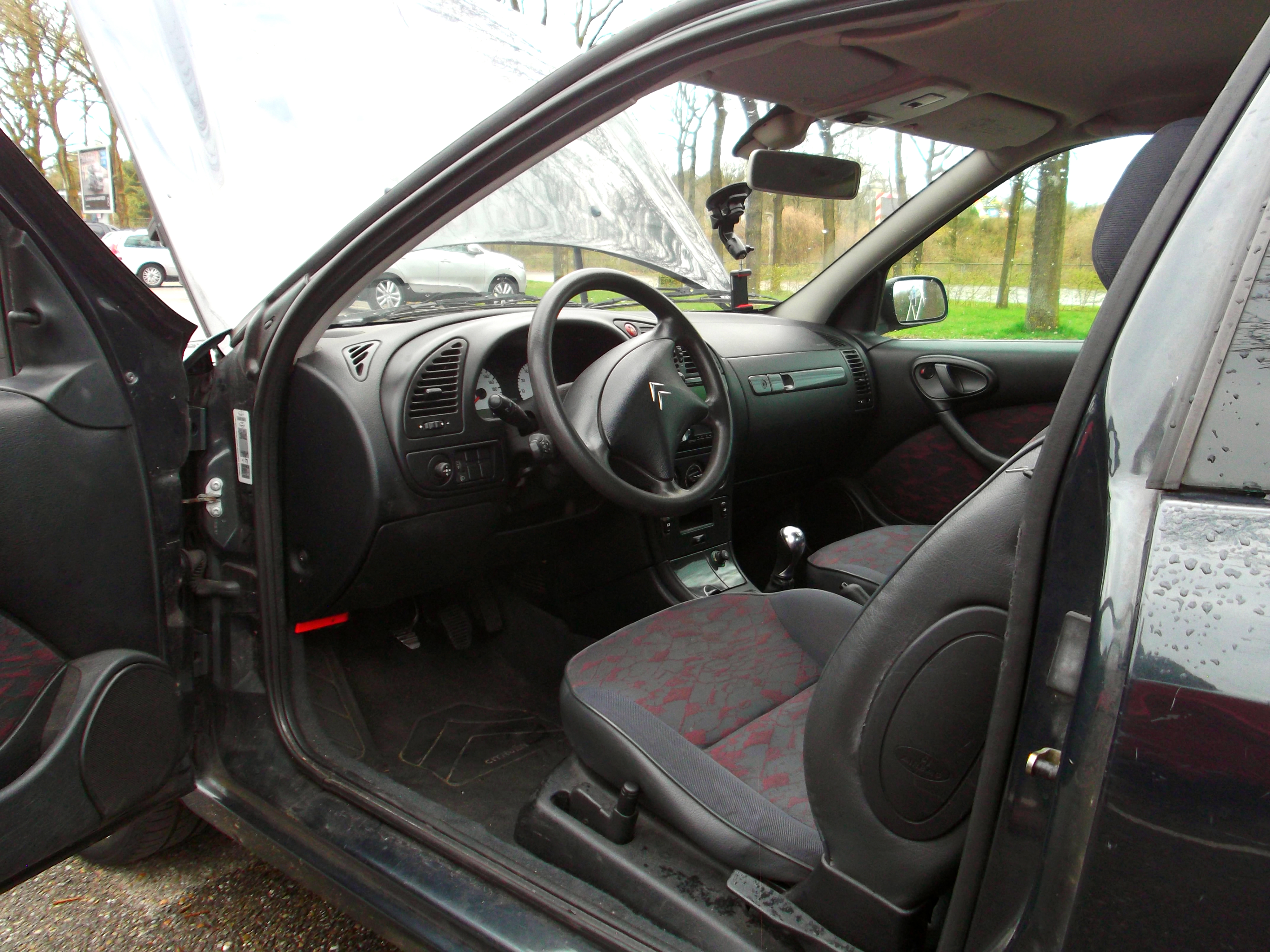

У 2000 році Xsara була оновлена. Автомобіль став жорсткішим (як у плані безпеки, так і керованості), з'явилося нове оформлення передньої частини автомобіля і деякі зміни салону (наприклад — нове рульове колесо). Були введені нові 1.6i і 2.0i 16-клапанний двигун, 1.8L були прибрані з конвеєра. Тепер Xsara пропонується з наступними варіантами двигунів:
У 2002 модель мала невеликі зміни інтер'єру (інший спосіб управління звуковою системою з рульового колеса). У 2003 році були також деякі зовнішні зміни (наприклад: новий передній бампер).
Випуск хетчбека Xsara був припинений в кінці 2004 року, на заміну прийшов Citroen C4. Xsara продовжує випускати для китайського ринку, Dongfeng Peugeot-Citroen Automobile, спільне підприємство з групою PSA.
Стандартна комплектація Citroën Xsara включає в себе: триточкові ремені безпеки, бампера під колір кузова, тканинну оббивку сидінь, водійську подушку безпеки, ABS, рульове колесо з рейковим механізмом, бічні подушки безпеки, пасажирську подушку безпеки, передні протитуманні фари, передні електропривідні вікна і дзеркала, розкладне заднє сидіння і PAS. За додаткову плату автомобіль можна оснастити кондиціонером, сигналізацією, литими дисками, аудіосистемою, CD і CD-мультичарджером, круїз-контролем, повнорозмірним запасним колесом, водійським сидінням з регулюванням по висоті, задніми електропривідними вікнами, сталевими колесами, фарбою «металік» і дитячим сидінням Isofix.

### Двигуни
- 1.4L (1361 см³ 8 клапанний SOHC) 55 кВт (74 к.с.) TU3JP 4-циліндровий бензиновий 121 Нм (каталізатором змін)
- 1.6L (1587 куб.см, 16-клапанний DOHC) 81 кВт (109 к.с.) TU5 JP4 4-циліндровий бензиновий (новий, замість 8 клапанного двигуна TU5JP)
- 2.0L (1998 куб.см, 16-клапанний DOHC) 122 кВт (164 к.с.) XU10J4RS 4-циліндровий бензиновий (використовується до 2002)
- 2.0L (1998 куб.см, 16-клапанний DOHC) 101 кВт (135 к.с.) EW10 J4 4-циліндровий бензиновий (новий, замість двигуна XU10)
- 1.4L (1398 куб.см) HDI 50 KW 68 PS DW4TD 01. 2004-31.12.2004
- 1.9L (1868 куб.см) 51 кВт (69 к.с., 68 к.с.) DW8 дизель (використовувався до 2002)
- 1.9L (1868 куб.см) 53 кВт (72 к.с., 71 к.с.) DW8 B дизель (новий)
- 2.0L (1997 куб.см) 66 кВт (90 к.с., 89 к.с.) DW10 TD турбодизель (каталізатор був змінений)
- 2.0L (1997 куб.см) 79 кВт (107 к.с., 106 к.с.) DW10 ATED турбодизель (новий)

## Xsara WRC

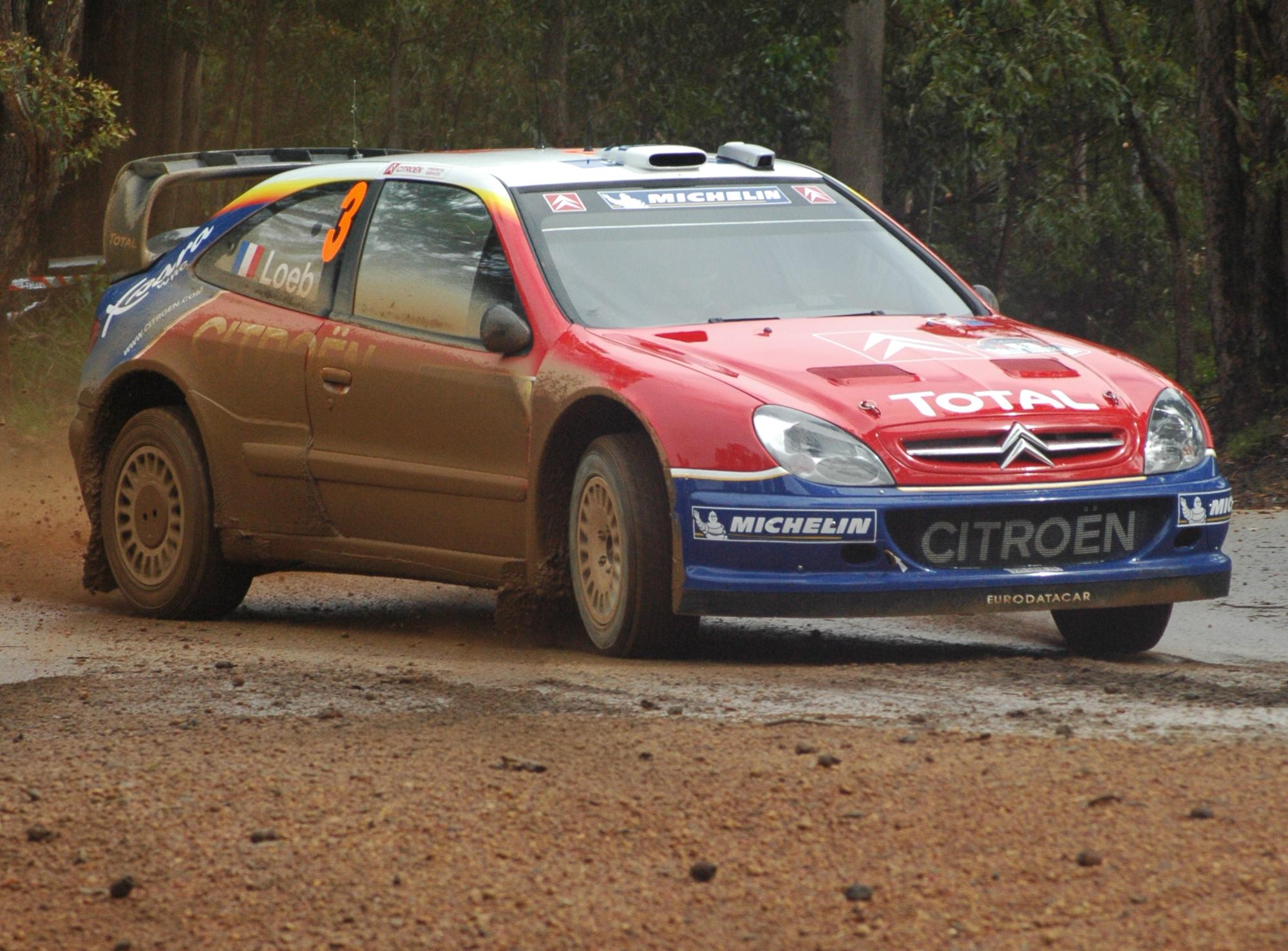
Citroën Xsara WRC

Citroen Xsara WRC, створений на основі хетчбека Xsara. Був одним з найуспішніших автомобілів які коли-небудь виступали в чемпіонаті світу з ралі. Себастьян Льоб здобув на Xsara WRC 28 перемог і три рази поспіль завойовував титул чемпіона світу з 2004 по 2006 роки. Команда Citroën три рази поспіль перемогла в чемпіонаті виробників у 2003, 2004 і 2005 роках.